# Loxostigma
Loxostigma es un género con 12 especies de plantas herbáceas perteneciente a la familia Gesneriaceae. Es originario del sur de Asia.

## Descripción
Son plantas herbáceas de hábitos terrestres o epífitas , con rizomas subterráneos o la parte inferior del tallo reptante y con enraizamiento. Las hojas son membranosas , generalmente opuestas. Las inflorescencias en cimas pedunculadas con1 o 2 flores  a muchas. Sépalos libres o casi libres en la base. Corola tubular ventricosa. Frutos sésiles , algo comprimidos lateralmente , dehiscente . Semillas con o sin un apéndice en cada extremo.

## Distribución y hábitat
Se distribuyen desde el sur de China ( Sichuan, Yunnan, Guizhou, Guangxi ), al norte de Vietnam. Son plantas herbáceas de hábitos terrestres o epífitas que  crecen en las rocas húmedas, cubiertas de musgo o en los troncos de los árboles en los bosques, a una altitud de 600 - 2600 metros .

## Taxonomía
El género fue descrito por Charles Barón Clarke y publicado en Monographiae Phanerogamarum 5(1): 59. 1883
Etimología
El nombre del género deriva de las palabras griegas λοξος,  loxos = oblicua , y στιγμα ,  stigma = estigma , refiriéndose al estigma oblicuo .

## Especies
| - Loxostigma aureum - Loxostigma begoniifolium - Loxostigma brevipetiolatum - Loxostigma cavaleriei - Loxostigma fimbrisepalum - Loxostigma forrestii | - Loxostigma glabrifolium - Loxostigma griffithii - Loxostigma kurzii - Loxostigma mekongense - Loxostigma musetorum - Loxostigma sesamoides |